# Maureen Jennings
Maureen Jennings (nacida el 23 de abril de 1939) es una escritora británico-canadiense, conocida sobre todo por la Serie del detective Murdoch, en la que se basa la serie de televisión Los misterios de Murdoch (Murdoch Mysteries). Está acreditada como asesora creativa y, ocasionalmente, guionista de la serie.

## Biografía
Maureen Jennings nació y creció en Birmingham, Inglaterra. Realizó estudios en la Saltley Grammar School.  Jennings creció sabiendo poco de su padre, muerto en combate durante la Segunda Guerra Mundial. Jennings emigró a Canadá con su madre cuando tenía diecisiete años. Estudió psicología y filosofía en la Universidad de Windsor y un máster en Literatura Inglesa en la Universidad de Toronto.  Jennings enseñó inicialmente en el Instituto Politécnico Ryerson y más tarde ejerció como psicoterapeuta. Sus primeros escritos de éxito fueron obras de teatro.
Jennings es más conocida como autora de la Serie del detective Murdoch, que se ha convertido en una serie de televisión bajo el nombre Los misterios de Murdoch. A partir de 2019, su novela más reciente, Ola de calor, presenta al hijo de Murdoch como detective de la policía en 1936.
El drama televisivo Bomb Girls se basó en un concepto desarrollado por Jennings.
Jennings fue galardonada con el Grant Allen Award en 2011 como pionera de la ficción criminal.
Vive en Toronto..

### Ficción

#### Serie del detective Murdoch
John Wilson Murray, que fue nombrado primer detective del gobierno de Ontario en 1875, "fue una importante inspiración" para Jennings y condujo al desarrollo del personaje de William Murdoch.
1. Except the Dying (1997)
2. Bajo la cola del dragón (1998)
3. El pobre Tom tiene frío (2001)
4. Suelta a los perros (2003)
5. Night's Child (2005)
6. Vicios de mi sangre (2006)
7. A Journeyman to Grief (2007)
8. Que la oscuridad entierre a los muertos (2017)

#### Serie Christine Morris
1. ¿Lo sabe tu madre? (2006)
2. The K Handshape (2008)

#### Serie del inspector detective Tom Tyler
1. Season of Darkness (2011)
2. Beware This Boy (2012)
3. No Known Grave (2014)
4. Dead Ground in Between (2016)

#### Serie Café Paradise
1. Heat Wave (2019)
2. November Rain (2020)
3. Cold Snap (2022)

### No ficción
1. The Map of Your Mind: Journeys Into Creative Expression (2001)